# ولخ (حبيل جبر)

تعديل مصدري - تعديل

ولخ هي إحدى قرى عزلة حبيل جبر بمديرية حبيل جبر التابعة لمحافظة لحج، بلغ تعداد سكانها 101 نسمة حسب تعداد اليمن لعام 2004.